# Красная Юрта
Красная Юрта (каз. Қызылотау) — упразднённо село в Жанасемейском районе Абайской области Казахстана. Входило в состав Кокентауского сельского округа. Код КАТО — 632851300. По некоторым сведениям упразднено в 2012 году.

## Население
В 1999 году население села составляло 36 человек (24 мужчины и 12 женщин). По данным переписи 2009 года, в селе проживало 57 человек (38 мужчин и 19 женщин).